# Jutiapa
Jutiapa é um dos 22 departamentos da Guatemala, país da América Central, sua capital é a cidade de Jutiapa. Tem uma população de aproximadamente 400.000, primeiramente de extrações europeias e africanas. O departamento é dividido nas dezessete municipalidades. Jutiapa é o departamento do sudeste-mais do país.

## Municípios
1. Agua Blanca
2. Asunción Mita
3. Atescatempa
4. Comapa
5. Conguaco
6. El Adelanto
7. El Progreso
8. Jalpatagua
9. Jerez
10. Jutiapa
11. Moyuta
12. Pasaco
13. Quezada
14. San José Acatempa
15. Santa Catarina Mita
16. Yupiltepeque
17. Zapotitlán